# Sønderjyske Motorvej
Autostrada M50 (duń. Sønderjyske Motorvej) - autostrada biegnąca z północy na południe od węzła Motorvejskryds Skærup do granicy z Niemcami.
Autostrada oznakowana jest jako E45.
Na północnym końcu, M50 łączy się z autostradami Østjyske Motorvej (M60) i Taulovmotorvejen (M40) w pobliżu miasta Kolding, natomiast na południowym końcu przekracza granicę duńsko-niemiecką i kontynuuje jako niemiecka autostrada A7.

## Odcinki międzynarodowe
Droga na całej długości jest częścią trasy europejskiej E45.
Droga od węzła Motorvejskryds Kolding do węzła Motorvejskryds Kolding-Vest jest częścią trasy europejskiej E20.